# Lukáš Sáblík
Lukáš Sáblík (* 5. August 1976 in Jihlava, Tschechoslowakei) ist ein ehemaliger tschechischer Eishockeytorwart, der über viele Jahre beim HC Dukla Jihlava und HC Energie Karlovy Vary in der tschechischen Extraliga aktiv war.

## Karriere
Lukáš Sáblík begann seine Karriere als Eishockeyspieler in seiner Heimatstadt im Nachwuchsbereich des HC Dukla Jihlava, für dessen Profimannschaft er in der Saison 1994/95 sein Debüt in der Extraliga gab. In der Saison 1997/98 absolvierte er parallel fünf Partien für den Ligarivalen HC Zlín. Ab 1999 spielte der Torwart mit Dukla Jihlava nach dessen Abstieg in der zweitklassigen 1. Liga. Zu Beginn der Saison 2003/04 kehrte der Tscheche für kurze Zeit in die Extraliga zurück, absolvierte jedoch nur zwei Spiele für den HC Energie Karlovy Vary, ehe er drei Jahre lang für den Zweitligisten HC Slovan Ústí nad Labem zwischen den Pfosten stand. Mit diesem wurde er 2006 Zweitligameister.
Im Sommer 2006 wechselte Sáblík erneut zum HC Energie Karlovy Vary, mit dem er in der Saison 2007/08 im Playoff-Finale am HC Slavia Prag scheiterte. Nur ein Jahr später konnte er sich mit seiner Mannschaft bei den Hauptstädtern revanchieren und gewann erstmals die tschechische Meisterschaft. Nachdem er zu Beginn noch einen Stammplatz in Karlovy Vary hatte, stand er ab 2007 allerdings überwiegend für diverse Zweitligisten auf dem Eis. Zur Saison 2011/12 wechselte der Torwart zunächst zu Orli Znojmo aus der Österreichischen Eishockey-Liga, im Saisonverlauf verließ er die Adler jedoch wieder und spielte zeitweise beim HKm Zvolen in der slowakischen Extraliga und ab Februar 2012 erneut bei Energie Karlovy Vary.
Die Saison 2012/13 verbrachte er auf Leihbasis beim HC České Budějovice, kam aber als dritter Torhüter des Klubs nur auf drei Einsätze in der Extraliga sowie vier Spiele in der European Trophy.
Zwischen 2013 und 2017 stand er wieder bei seinem Heimatverein in Jihlava unter Vertrag und gewann mit diesem 2016 noch einmal die Meisterschaft der 1. Liga. Nachdem er in der Saison 2016/17 ohne Einsatz geblieben war, beendete er seine Karriere im Juli 2017 und begann seine Trainerlaufbahn. In der Saison 2017/18 war er Assistenztrainer bei Dukla Jihlava.

## Erfolge und Auszeichnungen
- 2000 Meister der 1. Liga mit dem HC Dukla Jihlava
- 2006 Meister der 1. Liga mit dem HC Slovan Ústí nad Labem
- 2008 Tschechischer Vizemeister mit dem HC Energie Karlovy Vary
- 2009 Tschechischer Meister mit dem HC Energie Karlovy Vary
- 2016 Meister der 1. Liga mit dem HC Dukla Jihlava